# Bandaøerne
Bandaøerne (Kepulauan Banda på indonesisk bahasa) er en øgruppe på ti små vulkanøer beliggende i Bandahavet omkring 140 km syd for Seram og ca. 2000 km øst for Java. Øerne er en del af Indonesien. Hovedbyen er Bandanaira beliggende på øen af samme navn. Øernes samlede areal er på ca. 180 km² og er befolket af ca. 15.000 personer. 
Op til midten af det 19. århundrede var Bandaøerne det eneste sted i verden, hvor der blev produceret muskatnødder.
4°35′00″S 129°55′00″Ø / 4.5833333333333°S 129.91666666667°Ø